# Diplothyron
Diplothyron é um gênero de aranhas da família Linyphiidae descrito em 1991 endêmico da Venezuela.